# سودة بنت عمارة
سودة بنت عمارة الهمدانية شاعرة يمنية من همدان شهدت معركة صفين مع علي بن أبي طالب وعرفت بأنها شجاعة وذات منطق فصيح بليغ. ويقع شعرها في ثلاثة مقطعات تدور جميعها في الحث على نصرة علي والدفاع عن حقه وحق ابنيه الحسن والحسين في خلافة المسلمين. وكانت ممن وضعوا الأسس الأولى في شعر الاحتجاج لآل البيت.

## نسبها
يسميها بعض المؤرخين سودة بنت عمارة بن الأشتر الهمدانية، ويسميها آخرون سودة بنت عمارة بن الأسك الهمدانية أو سودة بنت عمارة بن الأسد الهمداني.

## موقفها مع معاوية بن أبي سفيان
سألها معاويةُ حين دخلت عليه فقال: هِيه يا بنتَ الأسَكّ! ألستِ القائلة يوم صفيّن:
| سودة بنت عمارة | شَمِّر كفِعل أبيك يا ابن عُمارةٍ يومَ الطِّعان ومُلتقَى الأقـرانِ وانصُرْ عليّاً والحسينَ ورَهْطَهُ واقصدْ لهندٍ وابنِـها بـهَوانِ إنّ الإمامَ أخو الـنبيّ مـحمّدٍ عَـلَمُ الـهُدى ومَنارةُ الإيمانِ | سودة بنت عمارة |

قالت: إي واللهِ، ما مِثلي مَن رَغِبَ عن الحقّ، أو اعتذر بالكذب!
قال لها: فما حَمَلك على ذلك ؟
قالت: حُبُّ عليّ واتّباعُ الحق